# Alberto Giacometti
Alberto Giacometti (10 tháng 10 năm 1901 - 11 tháng 1 năm 1966) là một nhà điêu khắc, họa sĩ người Thụy Sĩ.
Alberto Giacometti sinh ra tại Borgonovo, Thụy Sĩ. Cha của ông, Giovanni Giacometti cũng là một họa sĩ có tiếng. Alberto từng theo học tại trường Mỹ thuật ở Geneva. Năm 1922 ông tới Paris, trở thành học trò của nhà điêu khắc Antoine Bourdelle. Cũng ở thành phố này ông làm quen với nhiều nghệ sĩ nổi tiếng khác. Alberto Giacometti tham gia nhiều lĩnh vực của mỹ thuật, cả hội họa và họa hình, nhưng được biết đến nhiều nhất nhờ các tác phẩm điêu khắc. "Grande Femme Debout II", một tác phẩm chất liệu đồng của Giacometti, đã được Gagosian Art Gallery mua với giá 27.4 triệu đô la trong cuộc đấu giá của Christie's ngày 6 tháng 5 năm 2008 tại New York. Tác phẩm khác, "Grande Femme Debout I", từng được bán với giá 14.3 triệu đô la vào tháng 11 năm 2000. Hình ảnh Alberto Giacometti và tác phẩm Three Men Walking xuất hiện trên tờ bạc 100 franc của Thụy Sĩ hiện nay.